# ティルックラル
ティルックラル( タミル語: திருக்குறள் )は, 古代タミル語の詩集。作者はティルヴァッルヴァルで、5世紀から6世紀にかけて書かれた。タミル文学の中でも、最も有名な作品のひとつとされ、インド国内をはじめとして30以上の言語に翻訳されている。書名は『聖なる（tiru）クラル（kural）』であり、クラルとは小さなものや短いものを意味する。より簡潔に『クラル』とも呼ばれる。
全体は1330行の二行詩からなり、3篇133章の構成になっている。3篇のテーマである「法（アラム）」、「財（ポルル）」、「愛（カーマム）」は、サンスクリット語のダルマ、アルタ、カーマに相当し、インドにおける人生の三大目標を指す。この三大目標を一書にまとめて扱った初の文芸作品が『ティルックラル』である。
サンスクリットの古典を参考にしつつも独自の内容を持ち、特に第3篇の「愛」は、古代タミル文学のサンガム文学に含まれる恋愛詩アハムと関係が深い。古典期末から中世にかけて用いられたヴェンバー (Venpa) という韻律で作られており、暗唱に適している。金言が覚えやすい詩句になっているため、『ティルックラル』はタミル地方の人々に愛好され、後世の文芸に多大な影響を与えた。

## 日本語訳
- ティルヴァッルヴァル『ティルックラル―古代タミルの箴言集』　高橋孝信訳〈平凡社東洋文庫〉、1999年。